# 刘金波
刘金波（1963年8月—），男，天津人，中共党员，中华人民共和国政治人物。

## 人物经历
刘金波曾担任吉林省人民政府副省长、党组成员，吉林省公安厅党委书记、厅长、督察长。2023年1月，转任吉林省人大常委会副主任。